# Extração ácido-base
Extração ácido-base é um procedimento que se utiliza de extrações líquido-líquido seqüenciais para purificação de ácidos e bases presentes em solução baseados em suas propriedades químicas.
É rotineiramente feita durante as etapas de purificação após reações químicas e para  o isolamento de compostos e produtos naturais como alcalóides e extratos brutos. O produto é largamente isento de impurezas neutras e ácidas ou básicas. Não é possível separar quimicamente ácidos ou bases similares usando este método simples.

## Teoria
A teoria fundamental na qual essa técnica é baseada é que os sais, os quais são iônicos, tendem a ser solúveis em água, enquanto moléculas neutras tendem a não ser.
A adição de um ácido em uma solução de ácido orgânico e uma base resultará na protonação da base, enquanto o ácido continua descarregado. Se o ácido orgânico, ou seja, um ácido carboxílico, é suficientemente forte, a sua ionização é reprimida pelo ácido adicionado.
Em contraposição, a adição de uma base em uma solução de ácido orgânico e uma base resultará na desprotonação do ácido formando seu sal correspondente e a base permanece descarregada. Mais uma vez, a dissociação de uma base forte é reprimida pela base adicionada.
O procedimento de extração ácido-base pode ser usado também para separar ácidos muitos fracos de ácidos mais fortes e bases muito fracas de bases mais fortes, contanto que a diferença em suas constantes pKa (ou pKb) seja grande o suficiente.
- Ácidos muito fracos com grupos OH fenólicos como o fenol, 2-naftol (pKa em torno de 10) de ácidos fortes como ácido benzoico ou ácido sórbico (pKa em torno de 4-5);
- Bases muito fracas como cafeína ou 4-nitroanilina (pKb em torno de 13-14) de bases fortes como mescalina ou dimetiltriptamina (pKb em torno de 3-4).

Geralmente o pH é ajustado para o valor aproximado entre os valores das constantes pKa (ou pKb)dos compostos ao serem separados. Ácidos fracos como ácido cítrico, ácido fosfórico, ou ácido sulfúrico diluído são utilizados para valores de pH moderadamente ácidos e uma solução de ácido clorídrico ou ácido sulfúrico mais concentrado é usado em valores de pH extremamente baixos. Similarmente, bases fracas como amônia ou bicarbonato de sódio (NaHCO3) são utilizados para valores de pH moderadamente básicos, enquanto bases fortes como carbonato de potássio (K2CO3) ou hidróxido de sódio (NaOH) são utilizados para condições extremamente alcalinas.

## Técnica
Geralmente, a mistura é dissolvida num solvente adequado como diclorometano ou dietil éter(éter), e transferindo para um funil de separação. Uma solução aquosa de ácido ou base é adicionada, e o pH da fase aquosa é ajustado para fazer com que o composto de interesse adquira a forma requerida. Após agitação e permitir a separação das fases, a fase na qual o composto de interesse é coletada. O procedimento então é repetido com esta fase no pH oposto.  A sequência não é importante e o processo pode ser repetido para melhorar a separação. De todo modo, é conveniente ter o composto dissolvido na fase orgânica depois da última etapa, então a evaporação do solvente aprimora a qualidade do produto.

## Limitações
O processo funciona apenas para ácidos e bases com grande diferença de solubilidade entre suas formas ionizadas e não-ionizadas. O procedimento não funciona para:
- Zwitterion com grupos funcionais ácidos e básicos na mesma molécula, ex.: glicerina que tende a ser solúvel  em uma maior faixa de pH;
- Aminas muito lipofílicas que não se dissolvem em fase aquosa na forma carregada, ex.: trifenilamina e trihexilamina;
- Ácidos muito lipofílicos que não se dissolvem em fase aquosa na forma carregada, ex.: ácidos graxos;
- Aminas mais fracas como amônia, metilamina, ou trietanolamina que são miscíveis ou significantemente solúvel em água numa maior faixa de pH;
- Ácidos hidrofílicos como ácido acético, ácido cítrico, e a maior parte dos ácidos inorgânicos como ácido sulfúrico ou ácido fosfórico.

## Alternativas
Alternativas para extração ácido-base incluem:
- filtrar a mistura através de sílica gel ou alumina – sais carregados tendem a ser absorvidos pela sílica gel ou alumina;
- cromatografia de troca iônica pode separar ácidos, bases, ou misturas de ácidos ou bases, fracos ou fortes pela variação de suas afinidades pela coluna media em diferentes pH.